# IC 2109
IC 2109 је појединачна звијезда у сазвјежђу Орион која се налази на листи објеката дубоког неба у Индекс каталогу.
Деклинација објекта је - 0° 18' 19" а ректасцензија 4h 58m 59,2s.